# Cupid's Span
Cupid's Span (literalmente: «El arco de Cupido») es una escultura al aire libre realizada por los artistas Claes Oldenburg y Coosje van Bruggen e instalada en el Embarcadero de San Francisco (California, Estados Unidos). La escultura, de 21 m, fue encargada por los fundadores de Gap, Donald y Doris F. Fisher, y representa parte de un arco con una flecha.

## Descripción e historia
Cupid's Span, hecha de plástico reforzado con vidrio y acero, fue instalada en 2002 en el recién creado Rincon Park en el Embarcadero de San Francisco. La obra recuerda al arco de Cupido con una flecha, parcialmente incrustados en el terreno. Los artistas afirmaron que estaba inspirada en la reputación de San Francisco como el «puerto base» de Eros, de ahí el estereotípico arco de Cupido. Leydier y Penwarden escribieron: «El arma característica del amor evoca naturalmente la reputación permisiva y romántica de la ciudad, mientras formalmente su curva tensada resuena maravillosamente con el famoso puente colgante [el Puente de la Bahía de San Francisco a Oakland] al fondo».